# Чикитано (язык)
Чикитано — один из индейских языков, распространён на востоке Боливии, в департаменте Санта-Крус. Есть сведения и о носителях в Бразилии. Один из 37 официальных языков Боливии.
Чикитано относится к языкам-изолятам, в некоторых классификациях его относят к макросемье макро-же. Численность носителей сильно варьируется от источника к источнику. При численности этнической группы более чем 47 000 человек языком владеют лишь около 6000 человек. Другие источники сообщают о 20 000 носителей.

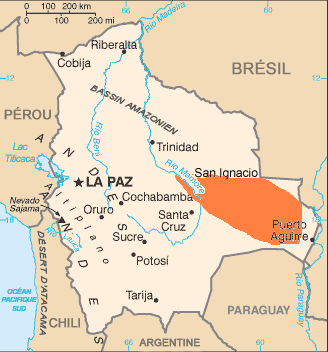
Распространение языка чикитано

Выделяют несколько диалектов: консепсьон, сан-хавьер, сан-мигель (наиболее отличен от других) и др.
Имеется грамматика языка и нормализованный алфавит для записи чикитано.